# Rang de naissance
 (juin 2012).
Si vous disposez d'ouvrages ou d'articles de référence ou si vous connaissez des sites web de qualité traitant du thème abordé ici, merci de compléter l'article en donnant les références utiles à sa vérifiabilité et en les liant à la section « Notes et références ».
Le rang de naissance d'un individu est la position qu'il occupe dans l'ordre chronologique des naissances parmi sa fratrie. 
En psychologie, l'importance qu'aurait le rang de naissance d'un individu dans son développement psychologique et sa relation à autrui, y compris hors du contexte familial fait l'objet de controverses. Le psychanalyste Alfred Adler (1870–1937) fut l'un des premiers à théoriser, dans sa psychologie individuelle, les relations entre le rang de naissance et la personnalité. Bien qu'Adler lui-même n'ait fourni que peu de d'éléments empiriques à l'appui de sa théorie, de nombreuses études ultérieures ont tenté de vérifier cette thèse qui a exercé durablement une influence sur le champ de la psychologie différentielle et les thérapies familiales, mais aussi dans la psychologie populaire. Outre les aspects de personnalité, les études scientifiques se sont aussi portées sur des traits psychologiques tels que l'intelligence ou le statut socio-économique, par exemple via le niveau de revenu, donnant lieu à des résultats parfois contradictoires. Les méta-analyses sur le sujet semblent néanmoins montrer une influence significative du rang de naissance sur ces différentes variables mais avec une taille d'effet souvent modeste ce qui limite fortement la portée pratique de ce facteur dans la psychologie d'un individu donné. 
La difficulté de cette question tient au fait que de nombreuses autres variables sont statistiquement associées au rang de naissance, telles le nombre d'enfants, la classe sociale et l'influence spécifique du rang de naissance reste donc délicate à estimer.